# برگه (خشکبار)
برگه به  خشک کردهٔ هلو، زردآلو، شفتالو و سیب گفته می‌شود. برای ساخت برگه، میوه را دو نیمه کرده، هستهٔ آن را بیرون می‌آورند و می‌خشکانند. به آن کِشته یا مُفَلَّق نیز گفته می‌شود.